# ISO 3166-2:AU
ISO 3166-2:AU este o secțiune a ISO 3166-2, parte a standardului ISO 3166, publicat de Organizația Internațională de Standardizare (ISO), care definește codurile pentru subdiviziunile Australiei (a cărui cod ISO 3166-1 alpha-2 este AU).
În prezent, 6 state și 2 teritorii au alocate coduri. Fiecare cod începe cu AU-, urmat de trei litere.

## Codurile actuale
Codurile și numele diviziunilor sunt listat așa cum se regăsesc în standardul publicat de Agenția de Mentenanță a standardului ISO 3166 (ISO 3166/MA). Faceți click pe butonul din capul listei pentru a sorta fiecare coloană.
| Cod    | Nume subdiviziune            | Categorie subdiviziune |
| ------ | ---------------------------- | ---------------------- |
| AU-NSW | New South Wales              | stat                   |
| AU-QLD | Queensland                   | stat                   |
| AU-SA  | South Australia              | stat                   |
| AU-TAS | Tasmania                     | stat                   |
| AU-VIC | Victoria                     | stat                   |
| AU-WA  | Western Australia            | stat                   |
| AU-ACT | Australian Capital Territory | territoriu             |
| AU-NT  | Northern Territory           | territoriu             |

Nu există coduri ISO 3166-2 pentru:
- Insulele Ashmore și Cartier
- Zona Antarctică Australiană (vezi și ISO 3166-2:AQ)
- Insulele Mării de Coral
- Teritoriul Jervis Bay

## Teritorii externe
Patru dintre teritoriile externe ale Australiei au alocate oficial propriile coduri ISO 3166-1, cu următoarele coduri alpha-2:
- CC Insulele Cocos
- CX Insula Crăciunului
- HM Insula Heard și Insulele McDonald
- NF Insula Norfolk